# Феррейра, Андре (футболист, 1996)
Андре Филипе Магальяйнс Рибейру Феррейра (порт. André Filipe Magalhães Ribeiro Ferreira; род. 29 мая 1996, Вила-Нова-ди-Гая, Порту) — португалский футболист. Вратарь испанского клуба «Реал Вальядолид».

## Биография

### Молодёжная карьера
Он начал свою карьеру в футбольном клубе «Боавишта», где играл в команде до 17 лет до 2012 года. Затем он перешел в клуб «Унион Ногейренсе», где провел полсезона с июля 2012 по январь 2013 года.

### Бенфика
Андре родился в Вила-Нова-ди-Гая, округ Порту. В возрасте 16 лет он присоединился к академии футбольного клуба «Бенфика», перейдя из «Унион Ногейренсе». Его дебют за резервную команду состоялся 24 ноября 2015 года в матче против «Ориенталы», который закончился со счетом 2:1. В том сезоне он сыграл ещё три матча в рамках Второго дивизиона Португалии.
В сезоне 2016/17 Андре провел 34 игры за резервную команду, которая заняла четвёртое место в лиге. 1 июля 2017 года он был отдан в аренду в «Лейшойнш» на весь сезон. Вернувшись из аренды, 31 августа 2018 года он продлил контракт с «Бенфикой» до 2023 года и был автоматически отдан в аренду в «Авеш», выступающую в Первом дивизионе Португалии. Его дебют за «Авеш» состоялся 27 октября следующего года в матче против «Санта-Клары», который закончился со счетом 1:2.

### Санта-Клара
28 июня 2019 года контракт с «Бенфикой» был официально расторгнут, после чего Андре подписал четырёхлетний контракт с клубом «Санта-Клара», выступающим в Первом дивизионе чемпионата Португалии ..

### Пасуш де Феррейра
23 июня 2021 года он подписал трёхлетний контракт с футбольным клубом «Пасуш де Феррейра» из того же дивизиона. В этом клубе Андре стал основным вратарём и принимал участие в матчах, включая встречу против «Тотенхэма Хотспура» в Лиге конференции.

### Гранада
Его блестящая игра за «Пасуш де Феррейру» привела к подписанию контракта с «Гранадой», выступающей во Втором дивизионе Испании; переход состоялся 21 июля 2022 года.

### Реал Вальядолид
29 января 2024 года Андре перешёл в «Реал Вальядолид» на правах аренды до конца сезона с возможностью выкупа. 30 мая 2024 года, после выхода «Вальядолида» в Первый дивизион, он был выкуплен у «Гранады», несмотря на то что не сыграл ни одного матча. Соглашение рассчитано на три сезона.

## Международная карьера

### Португалия до 17 лет
Единственный матч за сборную Португалии до 17 лет Андре провёл 27 марта 2014 года в товарищеской встрече против сборной Бельгии до 17 лет, которая завершилась со счётом 2:2. Он отыграл все 90 минут под номером 12.

### Португалия до 21 года
В составе сборной Португалии до 21 года он был вызван 23 марта 2018 года на квалификационный матч чемпионата Европы-2019 среди юношей до 21 года против Лихтенштейна. Матч проходил на стадионе «Жоау Кардозу» в Тонделе и завершился победой со счётом 7:0; Андре не принимал участия в этой игре. Это было его единственное выступление за команду в этой категории.